# Paul Mauriat
Paul Julien André Mauriat (n. 4 martie 1925, Marsilia, Franța – d. 3 noiembrie 2006, Perpignan, Franța) a fost un dirijor francez.